# Drosophila inopinata
Drosophila inopinata är en tvåvingeart som beskrevs av Lachaise och Chassagnard 2002. Drosophila inopinata ingår i släktet Drosophila och familjen daggflugor.
Artens utbredningsområde är Tanzania och Madagaskar.